# Stara Huta (Schostka)
Stara Huta (ukrainisch Стара Гута; russisch Старая Гута Staraja Guta) ist ein Dorf im Norden der ukrainischen Oblast Sumy mit etwa 440 Einwohnern (2001).
Das Ende des 17. Jahrhunderts erstmals schriftlich erwähnte Dorf liegt in 3 Kilometer Entfernung zur Russischen Grenze auf einer Höhe von 156 m am Ufer der Ulytschka (ukrainisch Уличка), einem 37 km langen, rechten Nebenfluss der Snobiwka (ukrainisch Знобівка, Flusssystem Desna), 22 km nordwestlich vom ehemaligen Rajonzentrum Seredyna-Buda und 205 km nördlich vom Oblastzentrum Sumy. Durch das Dorf verläuft die Territorialstraße T–19–24.
Nördlich von Stara Huta befindet sich, zur russischen Grenze hin, der 16.214,36 Hektar große Nationale Naturpark Desnjansko-Starohutskyj (Деснянсько-Старогутський національний природний парк).
Am 12. Juni 2020 wurde das Dorf ein Teil der neugegründeten Stadtgemeinde Seredyna-Buda, bis dahin bildete es zusammen mit dem Dörfern Hawrylowa Sloboda (Гаврилова Слобода), Nowa Huta (Нова Гута) und Wassyliwka (Василівка) die gleichnamige Landratsgemeinde Stara Huta (Старогутська сільська рада/Starohutska silska rada) im Nordosten des Rajons Seredyna-Buda.
Am 17. Juli 2020 kam es im Zuge einer großen Rajonsreform zum Anschluss des Rajonsgebietes an den Rajon Schostka.